# Mauro Madureira
Mauro Madureira Arruda (Ourinhos, 16 de agosto de 1954) é um treinador e ex-futebolista brasileiro que atuava como atacante.

## Carreira

### Jogador
Mauro iniciou sua carreira nas categorias de base do São Paulo ao lado de Serginho Chulapa, que se tornaria o artilheiro histórico do clube. Acabou sendo deslocado para a ponta-direita para não disputar a posição com o colega.
Em 1974, foi Campeão Sul-Americano Sub-20 com Seleção Brasileira.
Reserva na maior parte do tempo, participou das campanhas do título estadual em 1975 e do vice-campeonato da Libertadores em 1974, jogo no qual foi crucificado pela atuação. Mauro jogou no São Paulo de 1973 a 1976, atuando em 99 jogos (45 vitórias, 41 empates, 13 derrotas) e teve 14 gols marcados.
Foi para o Sport onde se tornou herói, marcando o gol nos acréscimos que deu ao clube o título do Campeonato Pernambucano de 1977, campeonato do qual foi o artilheiro. Em 13 de maio 1978, atuou pela Seleção de Pernambuco em amistoso contra a Seleção Brasileira, realizado no Estádio do Arruda.
Jogou pelo Cruzeiro durante a maior parte de sua carreira.
Em junho de 1981, foi envolvido numa troca com o Internacional, onde foi junto de Jésum para o clube gaúcho, em troca de Jair, Vágner Bacharel e Cláudio Mineiro.
No início de 1985, chegou ao Pinheiros-PR. Após se destacar no Campeonato Paranaense, em 1986, foi emprestado ao Atlético Paranaense para o Campeonato Brasileiro.
Passou ainda pelo Coritiba em 1988, tendo jogado por quatro times de Curitiba na época (antes da fusão de Pinheiros e Colorado).
Também jogou no Marília, Botafogo de Ribeirão Preto e Atlético Goianiense.

### Treinador
Dirigiu o Malutron por oito anos e em 2000 foi campeão do Módulo Branco da Copa João Havelange.
Em 2001, comandou o Villa Nova no Campeonato Mineiro. No mesmo ano, trabalhou na Francana.
Entre 2006 e 2007, dirigiu a equipe B do Coritiba.
Em fevereiro de 2007, assumiu o comando técnico do Londrina EC e logo na estreia goleou o Nacional de Rolândia por 6 a 2, em jogo válido pelo Campeonato Paranense. O time chegou à última rodada da primeira fase precisando de uma vitória contra o Cascavel no Estádio Vitorino Gonçalves Dias para garantir a classificação, mas o Tubarão foi derrotado por 2 a 0 e deu adeus ao torneio.
Retornou ao Londrina em 2009, para o Campeonato Paranaense.

## Títulos

### Jogador
Seleção Brasileira Sub-20
- Campeonato Sul-Americano: 1974

São Paulo
- Campeonato Paulista: 1975

Sport Recife
- Campeonato Pernambucano: 1977

Internacional
- Campeonato Gaúcho: 1981

### Individual
- Artilheiro do Campeonato Pernambucano de 1977
- Artilheiro do Campeonato Mineiro de 1980: 18 gols